# Китайские источники по истории Казахстана
Китайские источники по истории Казахстана содержат разнообразные материалы в рамках значительного исторического периода (III в. до н. э. — XIX в.) и внесли значительный вклад в изучение истории Казахстана.

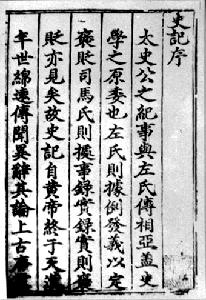
вступление к Ши-цзи, труду, в котором в том числе описывается и Центральная Азия

Первые сведения о кочевниках на территории современного Казахстана, их этнополитическом устройстве, отношениях друг с другом и с соседними народами Средней Азии содержатся в записках китайского дипломата Чжан Цяня, дважды (в 138 и 115 гг. до н. э.) совершившего путешествие по Центральной Азии. Его записи были систематизированы историком Сыма Цянем в труде «Исторические записки» («Ши цзи»), с которого в официальной китайской историографии сложилась традиция посвящать часть одного из разделов династийных историй соседним владениям.
Труд Сыма Цяня относится к жанру сводной истории («тунши»), освещающей события с древнейших времён до времени жизни историографа. Всего в китайской историографии насчитывается 26 таких династийных историй, включая не получившую официального статуса «Черновую историю династии Цин» («Цин ши гао»), созданную по указанию Бэйянского правительства после Синьхайской революции и падения империи Цин. Во всех 26 трудах имеются сведения о народах, живших на территориях Центральной Азии. Эти материалы, в сравнении с комплексом других археологических и письменных источников, сообщают важные сведения об историческом прошлом Казахстана. Сведения о владениях в Центральной Азии, содержащиеся в династийных историях «Ши цзи», «История Ранней Хань» («Ханьшу»), «История поздней Хань» («Хоу Ханьшу»), относятся ко времени правления династии Хань {II век до н. э. — II век н. э.). Интерес представляют сведения о владениях усуней и канглы: территория, географическое положение, численность населения, крепости и населённые пункты, связи с владениями хунну и Китаем).
Разнообразные сведения о народах Средней Азии и Казахстана во времена раннего Средневековья содержатся в китайских источниках VII — X веков. Так, в трудах «Старая хроника династии Таи» («Цзю Тан шу»), составленной в 945 году, и «Новая хроника династии Тан» («Синь Тан шу»), написанной в XI веке государственным деятелем и поэтом Оуян Сю, упоминаются тюркские племена, населяющие Центральную Азию, а также их государственные образования: Тюркский, Уйгурский, Кыргызский и другие каганаты. Большое научное значение имеет «Путешествие в Западный край во времена Великой Тан» («Да Тан Сиюй цзи») буддийского монаха Сюаньцзана, совершившего путешествие в Индию через Центральную Азию. В «Путешествии…» содержатся сведения о Западно-тюркском каганате: о его столице Суябе, его политическом и торговом значении, а также ценные этнографические сведения.
В источниках VIII—XIV веков содержится фактический материал о народах Монголии, Китая и Центральной Азии, вошедших в результате завоевательных войн Чингисхана и его потомков в состав Монгольской империи. Сведения о тюрках имеются в китайском переводе памятника монгольской культуры XIII века «Сокровенное сказание монголов» («Юань чао биши»). В «Истории династии Юань» («Юань ши») приводятся обширные данные о представителях тюркских народов (кыпчаки, карлуки, канглы), привлечённых Чингизидами для управления Китаем. Сочинение советника Чингисхана Елюй Чуцая «Описание путешествия на Запад» («Си-ю лу») представляет собой краткий обзор быта, нравов и обычаев народов Центральной Азии во времена монгольского нашествия. В «Истории династии Мин» («Мин-ши») имеются материалы об империи Тимура и Тимуридах, о китайских посольствах в Самарканде в первой половине XV века.
Сборник «Стратегические планы умиротворения джунгар» («Циньдин пиндин чжуньгээр фанлюэ»), напечатанный в 1771 году, содержит ценные сведения о положении Казахского ханства в XVIII веке, об отношениях казахских правителей с отдельными джунгарскими родоправителями накануне войны, развязанной Цинской империей против джунгар. Подробно рассказано об истории и этнографии казахов, киргизов и узбеков в третьей и четвёртой главах труда «Описание виденного и слышанного о Западном крае» («Сиюй вэнь цзянь лу») Чунь Юаня, изданного в 1777 году.
В 1809 году изданы два историко-географических труда, посвящённых Синьцзяну: «Общий исторический очерк Илийского края» («Или цзунтун шилюэ») и «Общий очерк истории Западной окраины» («Сичуй цзунтун шилюэ»). В 1821 году вышел в свет «Высочайше утвержденный исторический очерк Новой границы» («Циньдин Синьцзян шилюэ»). Эти многотомные труды составлялись под руководством Сун Юня (1752—1835), сановника Цинской империи. В данных трудах имеются ценные сведения о казахах: генеалогия казахских ханов (Абылая, Вали и др.), районы расселения казахов, расположение ставок властителей и расстояние между ними и крупными городами Синьцзяна и Монголии, маршруты из Кокандского ханства в Синьцзян, владения киргизских биев в Восточном Туркестане. Во второй главе «Циньдин Синьцзян шилюэ» помещены таблицы приезда посольств ханов Среднего и Старшего жузов и торговых караванов в Китай, дан краткий очерк истории дипломатических отношений ханов Среднего жуза с Цинской империей. В труде «Описание водных путей Западного края» («Сиюй шуйдао цзи») Сюй Суна (1781—1848) даны описания бассейнов озёр Зайсан, Алаколь, Балхаш, pек Иртыш, Или и других водных объектов современного Казахстана. Историк и географ Вэй Юань (1794—1856) в «Записи о священных войнах Цинской династии» («Шэн у цзи») рассказывается о сопротивлении центральноазиатских народов китайской экспансии. Историк Хэ Цютао в книге «Описание северной границы» («Шофан бэйчен») посвятил казахам отдельный раздел «Очерки истории казахов», в котором описываются отношения хана Абылая и султана Абилпеиза с цинским правительством в 1755—1776 гг. В 1856—1880 гг. создавался трёхчастный сборник документов «Ведение дел с варварами от начала до конца» («Чоубань иу шимо»), в котором собраны сведения о положении казахов в Китае, Синьцзяне, на Монгольском Алтае и в Российской империи.
Главными особенностями китайских источников являются их строго официальный характер и китаецентричная традиция подачи информации.
Большой вклад в изучение китайских источников внесли российские и советские учёные-синологи Н. Я. Бичурин (архимандрит Иакинф), В. П. Васильев, Н. В. Кюнер, Л. И. Думан, а также казахстанские китаеведы Ю. А. Зуев, К. Ш. Хафизова.